# ۱۰۰ جریب خونی
۱۰۰ جریب خونی (انگلیسی: 100 Bloody Acres) فیلمی کمدی ترسناک محصول ۲۰۱۲ استرالیا است که توسط کالین و کامرون کایرنس نوشته شده‌است.
دامون هریمان و آنگوس سامپسون در این فیلم ایفاگر نقش دو روستایی تولیدکننده کود فرصت طلب هستند که به دنبال استفاده از بقایای انسانی برای تجارت خود می‌باشند.
این فیلم در جشنواره بین‌المللی فیلم ملبورن در ۴ اوت ۲۰۱۲ و در ۲۸ ژوئن ۲۰۱۳ در ایالات متحده اکران شد.

## بازیگران
- دیمون هریمن به عنوان رگ مورگان
- آنگوس سمپسون به عنوان لیندسی مورگان
- آنا مک گاهان به عنوان سوفی
- اولیور اکلند به عنوان جیمز
- جیمی کریستیان در نقش وس
- کریسی پیج به عنوان نانسی
- جان جارات به عنوان برک
- پل بلک ول به عنوان چارلی ویک

## انتشار
این فیلم در اوت ۲۰۱۲ در جشنواره بین‌المللی فیلم ملبورن به نمایش درآمد و یک انتخاب رسمی در جشنواره بین‌المللی فیلم فوق‌العاده بروکسل ۲۰۱۳ بود و در ایالات متحده ۲۸ ژوئن ۲۰۱۳ منتشر شد.

### جوایز
| جایزه                             | دسته‌بندی                    | موضوع                        | نتیجه    |
| --------------------------------- | --------------------------- | ---------------------------- | -------- |
| جایزه اکتا                        | بهترین فیلمنامه اصلی        | کامرون کایرنس و کالین کایرنس | نامزدشده |
| جایزه اکتا                        | بهترین بازیگر نقش مکمل زن   | آنگوس سامپسون                | نامزدشده |
| جوایز انجمن منتقدین فیلم استرالیا | بهترین بازیگر نقش مکمل زن   | آنگوس سامپسون                | نامزدشده |
| جوایز انجمن منتقدین فیلم استرالیا | بهترین بازیگر زن            | دیمون هریمان                 | نامزدشده |
| جوایز انجمن منتقدین فیلم استرالیا | بهترین بازیگر زن            | آنا مک گاهان                 | نامزدشده |
| جوایز انجمن منتقدین فیلم استرالیا | بهترین فیلمنامه             | کامرون کایرنس، کالین کایرنس  | نامزدشده |
| جشنواره بین‌المللی فیلم کاتالان    | جایزه هیئت داوران کارنت جوو | کامرون کایرنس، کالین کایرنس  | برنده    |